# Sitthichok Tassanai
Sitthichok Tassanai (thailändisch สิทธิโชค ทัศนัย; * 7. Juni 1991) ist ein thailändischer Fußballspieler.

## Karriere
Sitthichok Tassanai spielt seit 2015 bei Police Tero FC in Bangkok. Wo er vorher gespielt hat, ist unbekannt. Von 2015 bis 2018 spielte er mit dem Club in der ersten Liga, der Thai League. In der Zeit absolvierte er 47 Erstligaspiele. Am Ende der Saison 2018 musste der Club den Weg in die zweite Liga antreten. 19 Mal stand er in der zweiten Liga auf dem Spielfeld. Ende 2019 wurde der Club Vizemeister und stieg somit wieder in die erste Liga auf. Am Ende der Saison 2023/24 belegte er mit Police Tero den 15. Tabellenplatz und musste somit in die zweite Liga absteigen.

## Erfolge
Police Tero FC
- Thailändischer Zweitligavizemeister: 2019  ▲